# توماس فوستر (لاعب كريكت)
توماس فوستر (30 سبتمبر 1883 بسيدني في أستراليا - 27 يونيو 1974) (بالإنجليزية: Thomas Foster)‏ هو لاعب كريكت أسترالي.

## وصلات خارجية
- توماس فوستر (لاعب كريكت) على موقع إي آس بي آن كريك إنفو (الإنجليزية)